# Nobleïta
La nobleïta és un mineral de la classe dels borats. Anomenada així en honor de Levi Fatzinger Noble (1882-1965), geòleg americà, per les seves contribucions a la geologia de regió de la Vall de la Mort.

## Característiques
La nobleïta és un borat de fórmula química CaB₆O9(OH)₂·3H₂O. Cristal·litza en el sistema monoclínic. La seva duresa a l'escala de Mohs és 3.
Segons la classificació de Nickel-Strunz, la nobleïta pertany a «06.FC - Filohexaborats» juntament amb els següents minerals: tunel·lita, estroncioborita, ginorita, estroncioginorita i fabianita.

## Estructura cristal·lina
L'estructura cristal·lina de la nobleïta està constituïda per blocs de construcció fonamental FBB que comprenen tres tetraèdres BO₄ i tres triangles BO₃; cada 3 tetraèdres comparteixen un vèrtex. L'estructura presenta anells B-O de sis membres, formats a partir de la compartició del vèrtex entre un tetraedre i un triangle. Aquests anells formen capes paral·leles a {100}. En els forats de les capes s'hi troben els ions de calci i entre les fulles les molècules d'aigua. La nobleïta no és isoestructural amb la tunnel·lita.

## Formació i jaciments
La nobleïta es troba típicament en incrustacions recents produïdes per meteorització de vetes de colemanita i priceïta en basalts olivínics alterats o roques clàstiques basàltiques. S'ha trobat associada a colemanita, meyerhofferita, gowerita, ulexita, ginorita, sassolita, guix i òxids de manganès. S'ha descrit als Estats Units, Xile, Xina i l'Argentina.